# Język tajio
Język tajio (a. tadjio, ta’adjio, adjio), także kasimbar – język austronezyjski używany w prowincji Celebes Środkowy w Indonezji. Według danych szacunkowych z 2001 roku posługuje się nim 12 tys. osób. Inne szacunki (1991) sugerują, że ma 18 tys. użytkowników.
Jego obszar obejmuje 21 wsi (kecamatany Ampibabo, Sindue, Tinombo). Określenie „kasimbar” pochodzi od nazwy głównej miejscowości regionu. Nazwa „tajio” najpewniej powstała na bazie charakterystycznej formy przeczenia ajio.
W 1991 r. zidentyfikowano trzy główne dialekty: północny (obejmujący swoim zasięgiem wsie Sija i Sigega), centralny (odmiana miejscowości Kasimbar i Sienjo), zachodni (Tobata Sikara).
Powszechnie znany jest też język indonezyjski; w użyciu są również inne języki lokalne, czemu sprzyjają migracje ludności i małżeństwa mieszane. W latach 90. XX w. tajio charakteryzował się stosunkowo wysokim stopniem żywotności, przy czym w 2010 r. N.P. Himmelmann stwierdził, że jest zagrożony wymarciem w perspektywie długoterminowej. Z nowszych danych wynika, że doszło do znacznego obniżenia pozycji rodzimego języka. Według doniesień z 2011 r. pozostaje w użyciu w kontaktach domowych, ale najmłodsze pokolenie przyswaja indonezyjski jako swój pierwszy język. W regionie występują też duże skupiska użytkowników języka kaili (w odmianach rai i ledo).